# Younger Brother
Younger Brother — совместный проект Саймона Посфорда (Simon Posford) и Бенджи Вона (Benji Vaughn), направленный на создание электронной музыки без определённой стилевой принадлежности. В творчестве дуэта тесно сплетены такие направления как Пситранс, Эмбиент и IDM. Дебютный альбом A Flock of Bleeps был выпущен на лейбле Twisted Records в 2003 году и сразу стал культовым. Второй альбом Last Days of Gravity был выпущен 15 октября 2007, его оформлением занялся Сторм Торгерсон (Storm Thorgerson) известный своими оформлениями альбомов Pink Floyd, The Alan Parsons Project и Led Zeppelin.
Альбом Vaccine вышел в апреле 2011 года.

## Дискография

### A Flock of Bleeps(Twisted Records2003)

#### Список композиций
1. Weird on a Monday Night — 9:37
2. The Receptive — 5:58
3. Evil & Harm — 6:04
4. Crumblenaut — 6:31
5. Scanner — 8:24
6. Even Dwarves Start Small — 6:48
7. Magic Monkey Juice — 7:00
8. Finger — 8:11
9. Safety Zone — 3:35
10. Bedtime Story — 2:49

### Last Days of Gravity(Twisted Records2007)

#### Список композиций
1. Happy Pills — 8:46
2. All I Want — 9:04
3. Elephant Machine — 6:19
4. Your Friends Are Scary — 6:38
5. I am a Freak — 8:58
6. Ribbon on a Branch — 7:46
7. Sleepwalker (part 1) — 6:16
8. Sleepwalker (part 2) — 5:59
9. Psychic Gibbon — 7:31

### Vaccine(Younger Brother Ltd2011)

#### Список композиций
1. Crystalline — 5:29
2. Shine — 4:45
3. Pound A Rhythm — 5:35
4. Safety In Numbers — 5:42
5. Night Lead Me Astray — 5:07
6. Train — 7:29
7. Spinning Into Place — 6:39
8. System 700 — 6:59
9. Tetris — 4:27